# Cantó d'Issoudun-Sud
El cantó d'Issoudun-Sud és un cantó francès del departament de l'Indre, situat al districte d'Issoudun. Té 13 municipis i part del d'Issoudun.

## Municipis
- Ambrault
- Bommiers
- Brives
- Chouday
- Condé
- Issoudun (part)
- Meunet-Planches
- Neuvy-Pailloux
- Pruniers
- Saint-Aubin
- Sainte-Fauste
- Ségry
- Thizay
- Vouillon

## Història
| Data d'elecció                           | Identitat         | Partit        | Qualitat |
| ---------------------------------------- | ----------------- | ------------- | -------- |
| 1945-1951                                | M. Vallé          | SFIO          |          |
| 1951-1970                                | Georges Allilaire | Divers droite |          |
| 1970-1976                                | M. Saint-Paul     | RI            |          |
| 1976-2004                                | André Laignel     | PS            |          |
| 2004-                                    | Michel Bougault   | PS            |          |
| les dades anteriors no són pas conegudes |                   |               |          |
|                                          |                   |               |          |